# Paramenesia kasugensis
Paramenesia kasugensis là một loài bọ cánh cứng trong họ Cerambycidae.